# دنيس ويت
دنيس ويت (بالإنجليزية: Dennis Wit)‏ هو لاعب كرة قدم أمريكي في مركز الوسط، ولد في 25 يوليو 1951 في بالتيمور في الولايات المتحدة. شارك مع منتخب الولايات المتحدة لكرة القدم. أما مع النوادي، فقد لعب مع تامبا باي راوديز.